# Aleksandr Vlasov (pattinatore)
Aleksandr Michajlovič Vlasov (in russo Александр Михайлович Власов?; 25 febbraio 1955) è un ex pattinatore artistico su ghiaccio sovietico, specializzato nel pattinaggio artistico su ghiaccio a coppie.

## Palmarès
Coppie con Irina Vorob'ëva
| Evento                    | 1971–72 | 1972–73 | 1973–74 | 1974–75 | 1975–76 | 1976–77 |
| ------------------------- | ------- | ------- | ------- | ------- | ------- | ------- |
| Giochi olimpici invernali |         |         |         |         | 4°      |         |
| Campionati mondiali       |         |         | 6°      | 4°      | 3°      | 2°      |
| Campionati europei        |         |         |         |         | 3°      | 2°      |
| Prize of Moscow News      |         | 1°      |         |         | 2°      |         |
| Campionati sovietici      | 2°      |         | 3°      |         | 1°      | 2°      |
| Spartakiada               |         |         | 3°*     |         |         |         |
| USSR Cup                  | 1°      |         |         | 2°      | 2°      |         |

- Nel 1974 le Spartakiadi sono state considerate il Campionato nazionale sovietico.

 Coppie con Zhanna Ilina
| Evento               | 1978–79 | 1979-80 |
| -------------------- | ------- | ------- |
| Nebelhorn Trophy     |         | 2°      |
| Prize of Moscow News |         | 3°      |
| Campionati sovietici | 4°      |         |